# Association pour la gestion du régime de garantie des créances des salariés
Pour les articles homonymes, voir AGS.
L'Association pour la gestion du régime de garantie des créances des salariés, ou Agence de garantie des salaires (AGS) est un organisme patronal créé en février 1974 en application de la loi no 73-1194 du 27 décembre 1973 « tendant à assurer, en cas de règlement judiciaire ou de liquidation des biens, le paiement des créances résultant du contrat de travail ».

## Fonction
L'intitulé du texte est parfaitement clair : l'association a pour objet de garantir le paiement de tout ou partie des créances dues en exécution du contrat de travail, en cas de sauvegarde, de redressement ou de liquidation judiciaire d'une entreprise, en application des dispositions figurant au livre VI du code de commerce.
Le régime de garantie des créances des salariés est financé par des cotisations patronales assises sur les rémunérations servant de base au calcul des contributions d'assurance chômage. L'intervention de l'AGS est subsidiaire : « elle ne peut être sollicitée que si les créances ne peuvent être payées en tout ou partie sur les fonds disponibles ». 
Le constat est simple : malgré l'existence d'un superprivilège au bénéfice des salariés, le caractère alimentaire et urgent de la créance salariale est souvent incompatible avec les lourdeurs de la procédure collective. Le régime garantit donc aux salariés le paiement, dans les meilleurs délais et dans les limites fixées par le code du travail, des sommes (salaires, mais aussi préavis, indemnités de rupture…) qui leur sont dues par l'employeur en application du contrat de travail. L'AGS est alors subrogée dans les droits des salariés et disposera à son tour du superprivilège des salaires, qui lui permettra d'être remboursée – souvent uniquement en partie – de son avance, en puisant dans l'actif de l'entreprise en difficulté.
En 2003, le déficit de l'AGS était de 371 millions d'euros.

## Soupçons de détournement massifs de fonds
En mars 2019, le Medef et la CPME, puis l'Unédic déposent une plainte à la suite de « graves anomalies » dans le fonctionnement de l'AGS, découvertes au cours d'un audit demandé par Houria Aouimeur, nommée 6 mois auparavant directrice nationale du régime de garantie des salaires (elle était précédemment directrice déléguée à la direction des relations sociales du Medef). Des milliards d'euros se seraient envolés au préjudice d'entreprises françaises et de milliers de salariés.
La responsabilité de l'ancien directeur général de l'AGS de 1996 à 2018, Thierry Météyé, est engagée, mais celui-ci assure avoir exercé la « mission sociale » qui était la sienne avec « rigueur, loyauté et transparence ». 
Houria Sandal-Aouimeur dépose aussi plainte à la suite de plusieurs gestes malveillants qu'elle décrit comme des « tentatives d'intimidation »; à partir de début 2019, elle est protégée par des gardes du corps. En mai 2022, elle est visée par un audit  lancé par l'Unédic, qui lui reproche un train de vie dispendieux et des prestations de service conclues au mépris des règles. En février 2023, elle est menacée de licenciement, mais conteste toute faute. Lâchée par le Medef, elle est licenciée pour faute lourde en mars pour n'avoir pas respecté les obligations relatives à la passation des marchés publics ; selon elle, ce sont des représailles,.
Une information judiciaire est ouverte, et l'association Anticor se constitue partie civile, pour des faits de corruption et de prise illégale d'intérêts, mais aussi de détournement de biens publics.